# Tony Award du meilleur directeur musical ou chef d'orchestre
Le Tony Award du meilleur directeur musical ou chef d'orchestre (Tony Award for Best Conductor and Musical Director) est un prix récompensant les directeurs musicaux et les chefs d'orchestre des spectacles, opéras et comédies musicales jouées à Broadway. Ce prix a été décerné entre 1948 et 1964.

## Les lauréats

### Années 1940
| - 1948: Milton Rosenstock – Finian's Rainbow - Pas de nommés | - 1949: Max Meth – As the Girls Go - Pas de nommés |

### Années 1950
| - 1950: Maurice Abravanel – Regina - Pas de nommés - 1951: Lehman Engel – The Consul - Pas de nommés - 1952: Max Meth – Pal Joey - Pas de nommés - 1953: Lehman Engel – Wonderful Town et Gilbert and Sullivan Season - Pas de nommés - 1954: Louis Adrian – Kismet - Pas de nommés - 1955: Thomas Schippers – The Saint of Bleecker Street - Pas de nommés | - 1956: Hal Hastings – Damn Yankees - Salvatore Dell'Isola – Pipe Dream - Milton Rosenstock – The Vamp - 1957: Franz Allers – My Fair Lady - Herbert Greene – The Most Happy Fella - Samuel Krachmalnick – Candide - 1958: Herbert Greene – The Music Man - Max Goberman – West Side Story - 1959: Salvatore Dell'Isola – Flower Drum Song - Jay Blackston – Redhead - Lehman Engel – Boucles d'or et les Trois Ours - Gershon Kingsley – La Plume de Ma Tante |

### Années 1960
| - 1960: Frederick Dvonch – La Mélodie du bonheur - Abba Bogin – Greenwillow - Lehman Engel – Take Me Along - Hal Hastings – Fiorello! - Milton Rosenstick – Gypsy - 1961: Franz Allers – Camelot - Pembroke Davenport – 13 Daughters - Stanley Lebowsky – Irma La Douce - Elliot Lawrence – Bye Bye Birdie - 1962: Elliot Lawrence – How to Succeed in Business Without Really Trying - Pembrode Davenport – Kean - Herbert Greene – The Gay Life - Peter Matz – No Strings | - 1963: Donald Pippin – Oliver! - Jay Blackton – Mr. President - Anton Coppola – Bravo Giovanni - Julius Rudel – Brigadoon - 1964: Shepard Coleman – Hello, Dolly! - Lehman Engel – What Makes Sammy Run? - Charles Jaffe – West Side Story - Fred Werner – High Spirits |